# Gretzenbach
Gretzenbach est une commune suisse du canton de Soleure, située dans le district d'Olten.

Vue aérienne (1955)

## Monuments

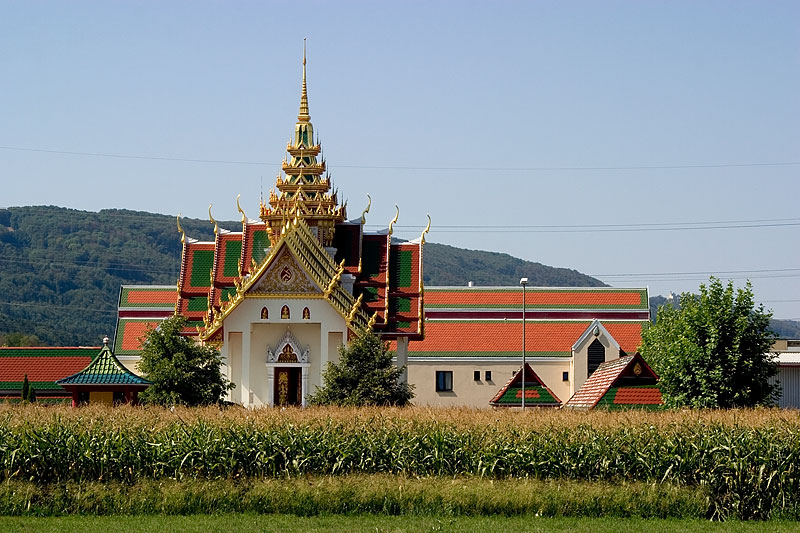
Le Wat Srinagarindravararam

- Ruine d'une villa romaine avec bain.
- Wat Srinagarindravararam (construit en 1996), un couvent et temple, centre spirituel et culturel de la communauté thaïlandaise en Suisse.

## Histoire
Drame de Gretzenbach : Le samedi 27 novembre 2004, lors d'une intervention pour un feu de parking, une dalle en béton s'effondre sur les intervenants tuant 7 pompiers. Ce drame est le plus important de l'histoire des sapeurs-pompiers suisse.